# Аки Рахимовски
Александар Рахимовски (Ниш, 5. јун 1955 — Ново Место, 22. јануар 2022) био је певач загребачког рок састава Парни ваљак.

## Биографија
Александар Рахимовски рођен је у Нишу, али се убрзо са породицом преселио у Скопље. Како му је отац био музички професор, са седам година је кренуо у музичку школу, одсек клавир и певање.
Као тинејџер био је члан неколико састава од којих су неки групе Вакуум, Крвна браћа и Тор, са којом је наступио на фестивалу у Загребу 1975. године. Исте године упознаје гитаристу и композитора Хусеина Хасанефендића Хуса и Јурицу Пађена. У сарадњи са менаџером Владимиром Михаљеком Михом оснивају прву поставу Парног ваљка.
Преминуо је 22. јануара 2022. године у Новом Месту.

## Галерија
- Рахимовски на концерту у Марибору 2010.
- Рахимовски у Чаковцу 2016.
- Рахимовски (четврти с десне стране) на концерту марта 2013.
- Рахимовски на концерту у Београду 2012.